# Louiseville
Louiseville ist eine Stadt (ville) und Hauptort der MRC Maskinongé der kanadischen Provinz Québec.
Sie befindet sich etwa auf halber Strecke zwischen Montréal und der Provinzhauptstadt Québec am Nordufer des Lac Saint-Pierre, einer Flussverbreiterung des Sankt-Lorenz-Stroms, etwa 35 km westlich der Großstadt Trois-Rivières. Der Fluss Rivière du Loup durchfließt die Stadt kurz vor seiner Mündung in den Lac Saint-Pierre.

## Namensgebung
Den Namen erhielt die Stadt zu Ehren von Prinzessin Louise, einer Tochter der britischen Königin Victoria.

## Geschichte
Im Jahre 1665 wurde der Ort Rivière du Loup gegründet, der für einige Jahre den Namen Rivière-Manereuil trug. 1879 wurde Rivière du Loup in Louiseville umbenannt. Am 31. Januar 1888 schloss sich Louiseville mit Saint-Antoine-de-la-Rivière-du-Loup zusammen und erhielt den Status einer Stadt.

## Söhne und Töchter der Stadt
- Henri Sévérin Béland (1869–1935), Politiker
- Jacques Ferron (1921–1985), Schriftsteller
- Ernest Gagnon (1834–1915), Folklorist, Musikpädagoge, Organist, Komponist und Autor
- Gustave Gagnon (1842–1930), Organist, Musikpädagoge und Komponist
- Léon Ringuet (1858–1932), Organist, Dirigent und Komponist

## Angrenzende Orte
- Norden: Sainte-Ursule, Saint-Léon-le-Grand
- Osten: Yamachiche
- Westen: Saint-Justin